# Новая Монья (Селтинский район)
Новая Монья — деревня в Селтинском районе Удмуртской республики.

## География
Находится в западной части Удмуртии на расстоянии приблизительно 10 км на юг по прямой от районного центра села Селты.

## История
Известна с 1764 года как Англет Монья (Ключи Монья, тож по речке Сурдошур). В 1873 году здесь (починок Англеть-Монья-Сундошур или Монья новая) было учтено 26 дворов, в 1893 (уже деревня Новая Монья)- 48, в 1905 (Анлеть-Монья) — 37, в 1924 (Монья Новая) — 42. До 2021 года административный центр Новомоньинского сельского поселения.

## Население
Постоянное население составляло 209 человек (1764 год), 299 (1873), 282 (1893, русских 87 и 195 удмуртов), 223 (1905), 242 (1924, все удмурты), 457 человек в 2002 году (удмурты 79 %), 429 в 2012.